# Quatre œuvres majeures de Chikamatsu
Quatre œuvres majeures de Chikamatsu est un recueil de quatre grands drames du célèbre dramaturge japonais Chikamatsu Monzaemon (1653-1725). Ces quatre pièces ont été traduites pour la première fois en anglais par Donald Keene en 1961 aux Columbia University Press  (ISBN 0-231-11101-0) et sont parues dans diverses collections et livres au fil des années. L'ouvrage comporte une préface, une introduction et deux annexes
La préface offre une introduction plus populaire des thèmes traités dans ces œuvres et mentionne que les traductions des pièces par Keene ont effectivement été représentées. L'introduction donne une brève notice biographique de Chikamatsu et une discussion des différentes caractéristiques littéraires et contextuelles utiles pour comprendre les pièces de l'auteur japonais.

## Pièces
- Suicides d'amour à Sonezaki (Sonezaki Shinjū)
- Les Batailles de Coxinga (Kokusenya Kassen)
- Le Pin déraciné (Nebiki no Kadomatsu)
- Suicides d'amour à Amijima (Shinjū Ten no Amijima)